# Carlo Marsuppini
Carlo Marsuppini (também conhecido como Carlo Aretino) (Arezzo, 1399 — Florença, 24 de Abril de 1453), foi um dos mais célebres entre os eruditos do século XV a quem Cosimo de' Medici homenageou pessoalmente e foi seu patrono. Ele foi humanista, chanceler da República Florentina, poeta, filósofo, helenista, latinista e chefe de estado italiano.

## Biografia
Era de família nobre. Seu pai, Gregorio di Domenico di Minuccio († 12 de Fevereiro de 1445), doutor em direito, foi governador de Gênova a serviço de Carlos VI da França (1368-1422), mas em 1431 se tornou cidadão de Florença. Antes dessa época seu filho Carlo já havia se tornado famoso. Foi aluno de Giovanni Conversini di Ravenna (professor de Latim), Manuel Crisolaras (aulas de Grego), Giovanni Malpaghini (1436-1417) e Guarino Guarini (1374-1460) deu também deu aulas de grego para ele. Carlo, a maneira de outros eruditos da sua época, deve a precocidade do seu sucesso na vida ao afetuoso porém excêntrico Niccolò Niccoli (1364-1437), que o apresentou a Cosimo de' Medici, e continuou sendo seu amigo zeloso e incondicional.  
Carlo Aretino foi professor de retórica (ou, em outras palavras, professor de literatura clássica) na cidade de Florença, e portanto ele deve ter sido empregado por volta dos 30 anos, uma vez que ele deu aulas nessa universidade na mesma época que Filelfo, que abandonou Florença em 1433. Este erudito polêmico e estrambótico via Carlo com particular animosidade, como seu bem-sucedido rival em relação a favores públicos, e como partidário dos Médici, a quem considerava seus perseguidores. Em 1435 se casa com Caterina di Gherardo di Filippo Corsini, com a qual teve cinco filhos: Cornelio, Iacopo, Cristoforo, Carlo e Ginevra. Lorenzo Valla (1407-1457), em 1433, lhe solicitou, bem como a outros humanistas, a leitura de sua obra De vero bono, que pretendia publicá-lo. Marsuppini responde a ele através de uma carta datada de 12 de Setembro de 1433.
Carlo deu aulas em Florença durante muitos anos. Diz-se contudo, ter sido ele apontado, em 1441, para uma das secretarias apostólicas: mas no caso dele, como em outras nomeações similares concedidas pelos papas para outros literatos dessa época, o posto era simplesmente honorário, e não representava qualquer abandono de suas atividades no campo da instrução. Pouco tempo depois, teve provas de sobra da estima que tinham por ele os florentinos, pois ele foi nomeado para um dos cargos mais cobiçados do estado, onde Leonardo Aretino fora seu predecessor, tendo como seu sucessor Poggio Bracciolini. O cargo era o de chanceler da República de Florença, que em 9 de Março de 1444 se tornou vacante, com a morte de Leonardo, e em 5 de Abril, por designação de Cosimo de' Medici, Marsuppini foi chamado para o posto. Carlo Aretino ocupou este cargo até sua morte, que ocorreu nove anos depois de sua nomeação, e durante essa época ele manteve com orgulho o caráter de erudição e talento adquiridos anteriormente; embora não fosse somente o amigo admirado daqueles literatos que haviam se tornado satélites do seu patrono Cósimo, mas acredita-se ter tomado parte naquelas acintosas discussões pelas quais os eruditos italianos daquela época traziam o descrédito para si mesmos e para a causa do ensino público. O Papa Nicolau V, juiz muito competente com méritos literários, remeteu para a República de Florença uma solicitação que iria comprometer seu chanceler com relação à uma tradução de Homero. Poggio tinha por ele uma afeição particular, deliciava-se com a sua companhia, e o apresentou como interlocutor em seus Diálogos sobre a Miséria dos Príncipes, e Sobre a Hiprocrisia, no diálogo sobre a questão Se um velho devia se casar, e na Historia Disceptativa Convivalis.  
Com relação aos deveres públicos de sua chancelaria, também, Carlo é reconhecido ter possuído eminentes qualificações, mas segundo relatos (e estes podem ser comprovados, de certo modo, pelo seu escasso número de obras escritas), lhe faltava disposição para suas composições. Em grego, dizem ter ele mais fluência do que em Latim, aliás, neste idioma, contam ter feito ele, em certa ocasião, uma equívoca demonstração, resultante da sua falta de afinidade com a língua.  
Em 30 de Janeiro de 1452, por ocasião de uma visita do Imperador Frederico III a Florença, Carlo foi indicado para recebê-lo. O discurso, pronunciado por ele, quando da chegada do imperador, e que ele havia recebido dois dias de licença para prepará-lo, foi merecedor de elogios e recebeu inúmeros aplausos; mas logo depois, o secretário de Frederico, o renomado Æneas Silvius Piccolomini (1405 -1464), apresentou ao magistrado florentino, em nome de seu imperador, algumas solicitações para as quais era dever do seu porta-voz atender extemporaneamente. Carlo, tomado de surpresa, permaneceu abaixado e em silêncio: todos as solicitações e burburinhos não conseguiram tirá-lo da estagnação; e os priores, preocupados com aquela sua atitude, tiveram de recorrer a Giannozzo Manetti (1396-1459), um dos eruditos ali presentes, que resolveu a situação com a maior presteza possível. Um biógrafo e amigo de Manetti, ao relatar este incidente com triunfo admissível, diz que Cosimo de' Medici, que havia recomendado Carlo como orador, ficou bastante sentido com a atitude do seu protegido, e convenceu-se do mérito elevado do seu substituto. Poderíamos acrescentar, todavia, que se o discurso de Manetti foi um composição miserável como as amostras de sua eloquência que foram publicadas, o louvor da fluência deve ter sido seu grande mérito.
Carlo Aretino morreu em 24 de Abril de 1453, com a idade de 54 anos e foi merecedor de esplêndido funeral público. Foi sepultado, como seu amigo e predecessor Leonardo, na nave da Santa Cruz, e por ocasião das exéquias prestadas em sua homenagem, uma parte do cerimonial reservou-se para a coroação de um defunto com láurea poética, sendo a oração fúnebre feita por Matteo Palmieri (1406-1475), o aluno mais eminente de Carlo. Ele deixou um filho homônimo, que catalogava alguma reputação literária, muitas vezes confundido com as obras do seu pai. Desiderio da Settignano construiu belíssimo monumento em sua homenagem.
Carlo Aretino foi universalmente considerado um dos melhores eruditos clássicos de sua época, tanto em grego como em latim. Mas ele raramente demonstrava sua erudição ou talento, exceto em atividades pedagógicas, e no desempenho de seus deveres como chanceler, os quais, naquela época, na verdade, não lhe ofereciam maiores oportunidades para demonstração do seu conhecimento. Ele parece ter escrito sem motivações e de modo arrastado; e o catálogo de suas obras conhecidas, citadas por Giammaria Mazzuchelli (1707-1765), não é apenas sucinto com relação ao número de artigos, mas inauspicioso em seus títulos. Nenhum deles foi impresso, exceto o seguinte: - Uma tradução da Batracchomyomachia, em hexâmetros latinos, publicados pela primeira vez em 1492, em 4 volumes, e novamente, com o original e uma versão em italiano pelo Abade Lavagnoli, em Veneza, 1744. Além desta obra, publicou alguns poemas curtos em latim: uma coleção deles, o mais longo dos quais é um Eulogium in Leonardum Aretinum, poderá ser encontrado junto da obra Carmina illustrium poetarum italorum (Florença, 1720). Estes versos são apenas lucubrações de um homem de muito bom gosto e de bons sentimentos, e tendo familiaridade com as histórias com imaginação clássica, sendo porém altamente deficientes tanto em criatividade como em inventividade.

## Obras
- Epistola consolatoria ad Cosmum et Laurentium Medicem, 1433
- In obitu Leonardi Aretini
- Oratio in coronatione Caroli Aretini, 1453
- Batracchomyomachia, em hexâmetros latinos, publicados pela primeira vez em 1492, em 4 volumes.
- Oração Ad Nicoclem de Isócrates, 1430